# Miss Roraima 2020
Miss Roraima 2020 foi a 51ª edição do tradicional concurso de beleza feminino de Miss Roraima, válido para a disputa de Miss Brasil 2020, único caminho para o certame de Miss Universo. O evento coordenado pelo empresário Paulo Silas Valente desde 2017 teve seu ápice na noite do dia 9 de fevereiro de 2020 no "Teatro Municipal de Boa Vista" localizado na capital do Estado. Disputaram o título de Natali Vitória, Miss Roraima BE Emotion 2019, dezesseis candidatas de diversos municípios e regiões ecológicas do Estado, tendo como vitoriosa a veterena Kalyana Machado, nascida em Caracaraí e representante da capital.

## Resultados

### Colocações
| Posição                 | Representação e Candidata                                                                                               |
| Vencedora               | - Boa Vista - Kalyana Machado                                                                                           |
| 2º. Lugar               | - Mucajaí - Mariana Petri                                                                                               |
| 3º. Lugar               | - Normandia - Suana Pimentel                                                                                            |
| Finalistas              | - Pacaraima - Isadora Farias - Rio Uraricoera - Éricka Nogueira - Serra Grande - Andreza Freire                         |
| (TOP 10) Semifinalistas | - Alto Alegre - Iuslayny Soares - Bonfim - Marcely Eduarda Amorim - Cantá - Amanda Cristina - Caracaraí - Saynara Alvez |

### Prêmios Especiais
Foram distribuídos os seguintes prêmios este ano:
| Prêmio          | Representação e Candidata       |
| Miss Simpatia   | - São Luiz - Kayenna Cesconeto  |
| Miss Fotogenia  | - Normandia - Suana Pimentel    |
| Miss Elegância  | - Mucajaí - Mariana Petri       |
| Melhor Discurso | - Alto Alegre - Iuslayny Soares |

### Ordem dos Anúncios
| 1. Cantá 2. Caracaraí 3. Bonfim 4. Pacaraima 5. Boa Vista 6. Serra Grande 7. Mucajaí 8. Rio Uraricoera 9. Normandia 10. Alto Alegre | 1. Pacaraima 2. Boa Vista 3. Rio Uraricoera 4. Normandia 5. Serra Grande 6. Mucajaí | 1. Boa Vista 2. Normandia 3. Mucajaí |  |

## Jurados

### Final
Ajudaram a definir a vencedora:
1. Alex Barros, estilista;
2. Catarina Guerra, Miss Roraima 2004;
3. Marina Pasqualotto, Miss Roraima 2014;
4. Johnson Castro, secretário de cultura do Estado;
5. Luany Catão, empresária e modelo;
6. Paula Verde, preparadora física;

### Preliminar
Ajudaram a definir as semifinalistas:
1. Manu Pasqualotto, jornalista;
2. Iane Cardoso, Miss Roraima 2016;
3. Luany Catão, empresária e modelo;
4. Ana Luiza, cantora e Miss Roraima 2009;
5. Paula Verde, preparadora física;
6. Alex Barros, estilista;

### Votos
Os jurados tiveram que expor os seus votos ao vivo:
| Jurado             | Boa Vista | Mucajaí |
| Johnson Castro     |           | —       |
| Catarina Guerra    | —         |         |
| Marina Pasqualotto | —         |         |
| Alex Barros        |           | —       |
| Paula Verde        |           | —       |
| Luany Catão        |           | —       |
| Colocação final    | 1         | 2       |

## Candidatas
Disputaram o título este ano:
| - Alto Alegre - Iuslayny Soares - Amajari - Palloma Rodrigues - Baliza - Larissa Castro - Boa Vista - Kalyana Machado Barros - Bonfim - Marcely Eduarda Amorim - Cantá - Amanda Cristina - Caracaraí - Saynara Alvez - Ilha de Maracá - Alesandra Silva | - Iracema - Laiane Brito - Mucajaí - Mariana Petri Borges - Normandia - Suana Pimentel - Pacaraima - Isadora Farias - Rio Uraricoera - Éricka Nogueira - São Luiz - Kayenna Cesconeto - Serra da Mocidade - Suellen Santana - Serra Grande - Andreza Freire |